# Celtis ehrenbergiana
Celtis ehrenbergiana är en hampväxtart som först beskrevs av Kl., och fick sitt nu gällande namn av Frederik Michael Liebmann. Celtis ehrenbergiana ingår i släktet Celtis och familjen hampväxter. Inga underarter finns listade i Catalogue of Life.

## Bildgalleri

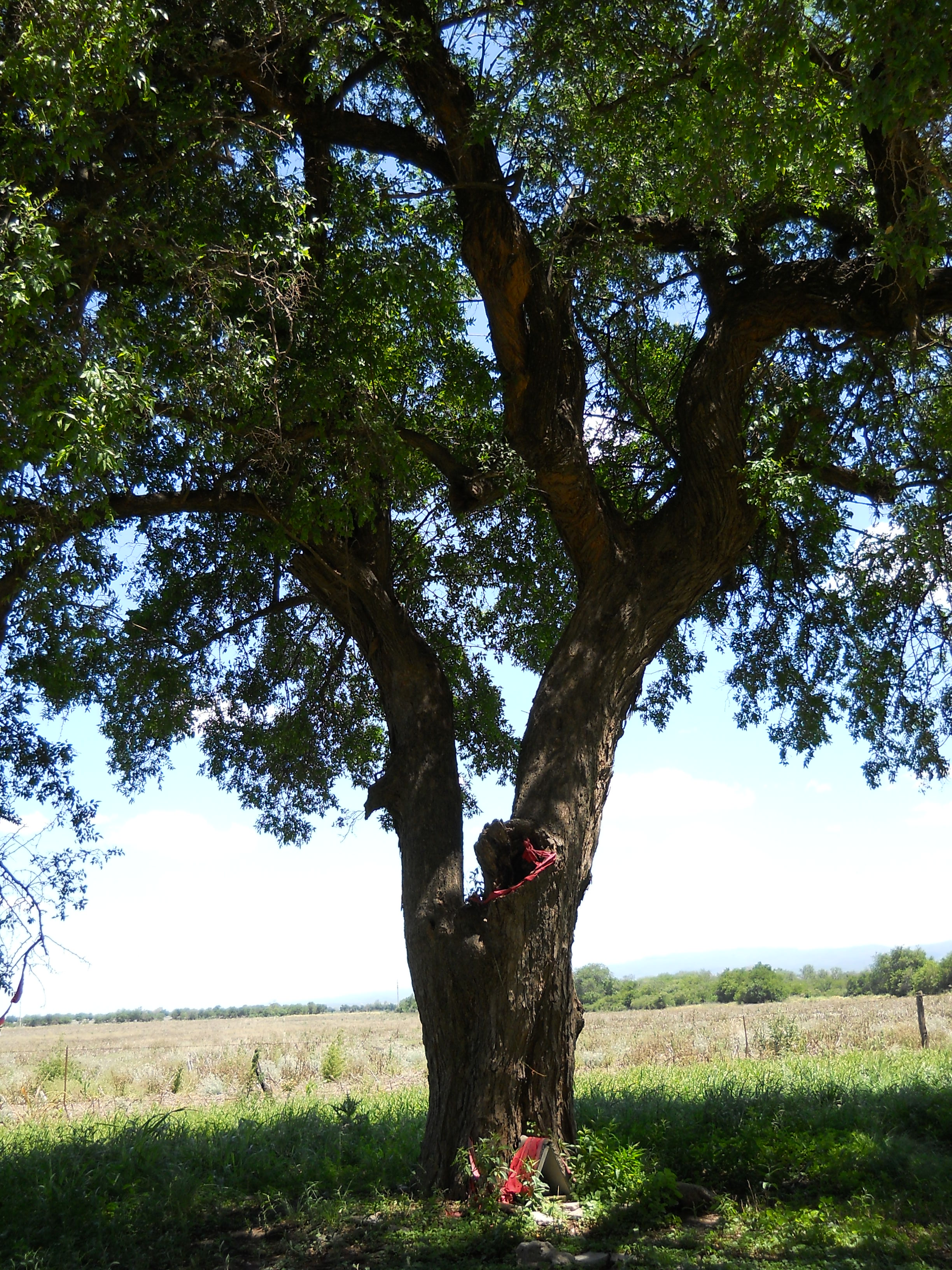
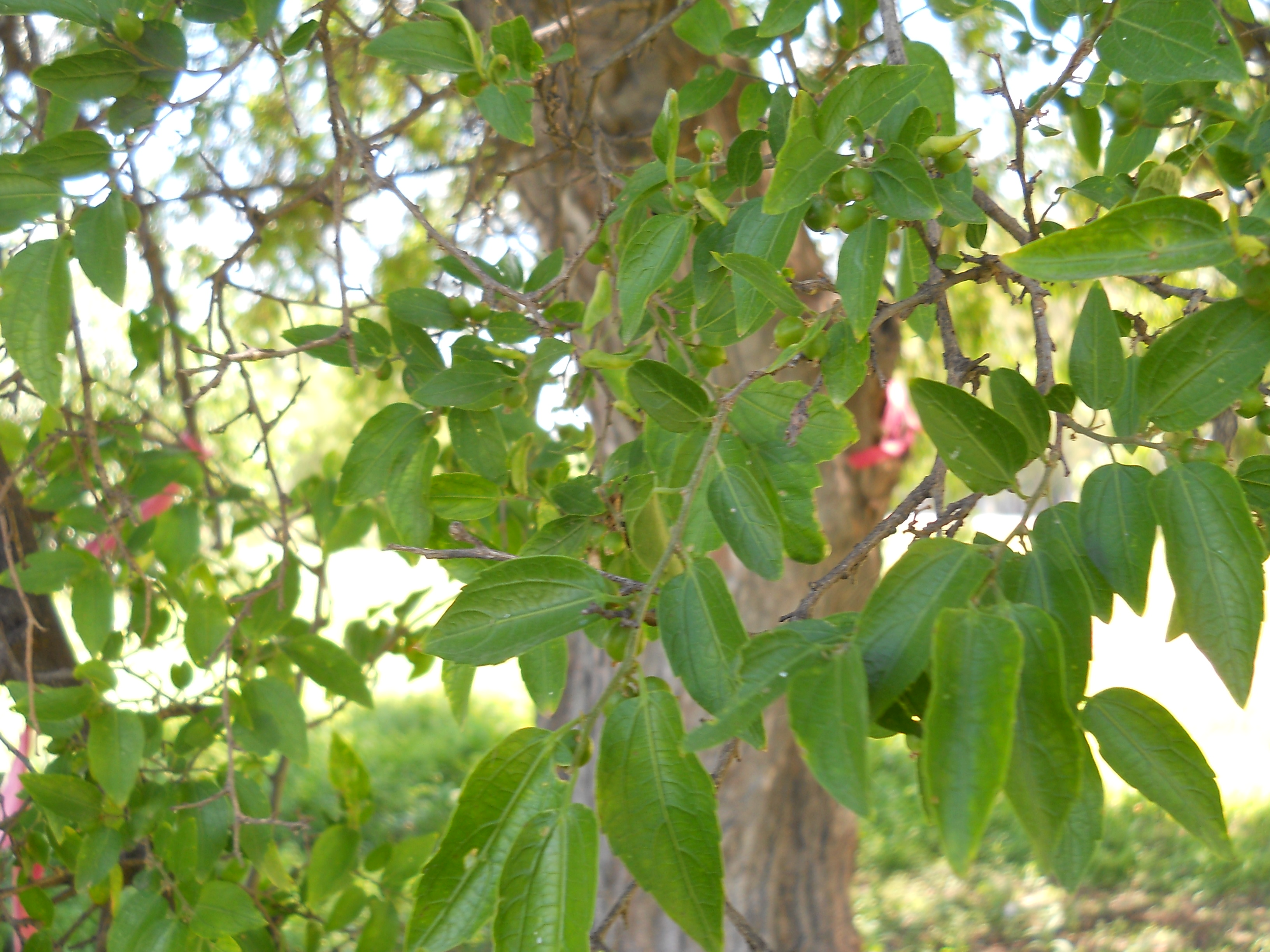